# Кохання (срібна монета)
«Коха́ння» — пам'ятна срібна монета номіналом 10 гривень, присвячена емоції, почуттю, яке протягом століть надихало поетів, художників, музикантів та мрійників, введена Національним банком України в обіг 04 квітня 2024 року.
Монета належить до серії «Інші монети».

## Опис та характеристики монети
| Номінал грн. | Метал  | Маса, грам | Діаметр, мм. | Якість виготовлення       | Гурт                           | Тираж, штук |
| ------------ | ------ | ---------- | ------------ | ------------------------- | ------------------------------ | ----------- |
| 10           | срібло | 31,1       | 38,6         | спеціальний анциркулейтед | гладкий із заглибленим написом | 10 000      |

### Аверс
На аверсі монети на дзеркальному тлі розміщено троянду (застосовано локальну позолоту), стилізовану у вигляді серця, на якій вписано слово «кохання» найпоширенішими мовами світу, що підкреслює універсальність та безмежність цього почуття, яке не знає кордонів та мовних бар'єрів. Над центральною композицією розташовано малий Державний Герб України, напис «УКРАЇНА» з крапкою над літерою «ї» зображеною у формі серця. Під написом розташовано номінал «10» та графічний символ гривні (угорі над трояндою). Напис «20» «24» розташований унизу обабіч стебла троянди.

### Реверс
На реверсі монети на дзеркальному тлі рельєфно зображено серце, від якого розходяться хвилі, що знаменує собою символ щирого, безкінечного, та всеосяжного кохання, вібрації якого сягають найпотаємніших глибин душі.

## Автори
- Художник: Таран Володимир, Харук Олександр, Харук Сергій.[1]

## Вартість монети
Фактична приблизна вартість монети, з роками змінювалася так:
| Рік        | 2024  | 2025  |
| ---------- | ----- | ----- |
| Ціна, грн. | 3 600 | 4 100 |